# Święta Godolewa

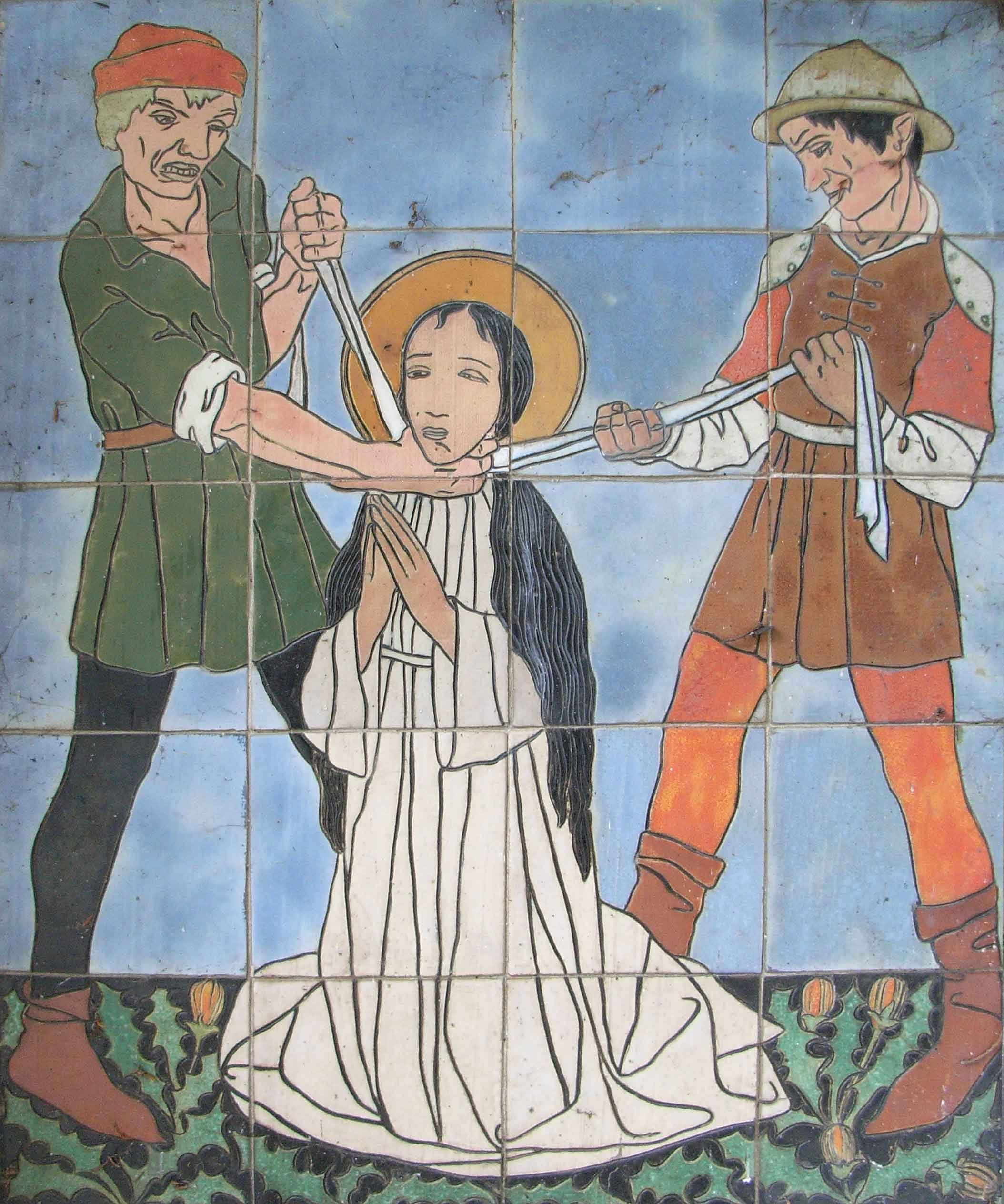
Męczeństwo świętej Godolewy – kaplica procesyjna w Gistel, Belgia

Święta Godolewa, również Godelewa, Godelina (ur. ok. 1058 roku, zm. 6 lipca 1070) – flamandzka męczennica zamordowana przez służących z rozkazu własnego męża, święta Kościoła katolickiego.

## Żywot

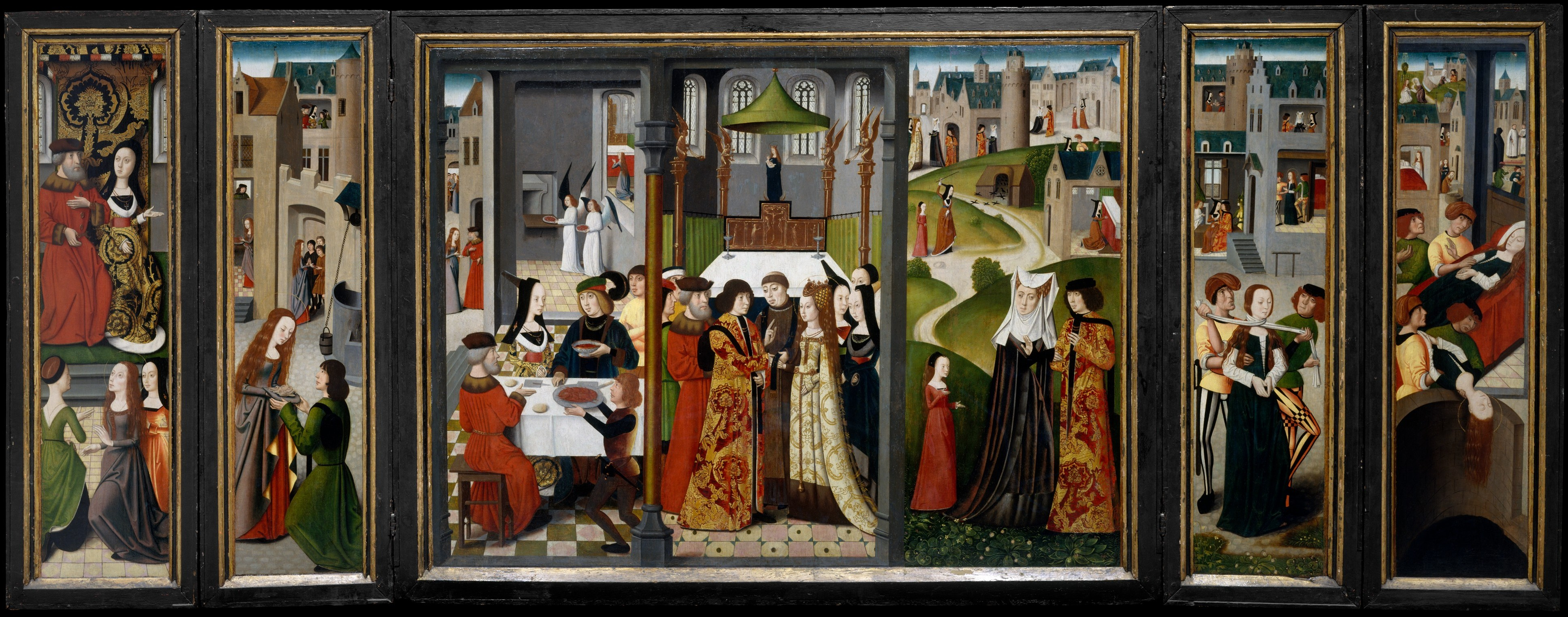
Życie i męczeństwo świętej Godolewy na XV-wiecznym przedstawieniu

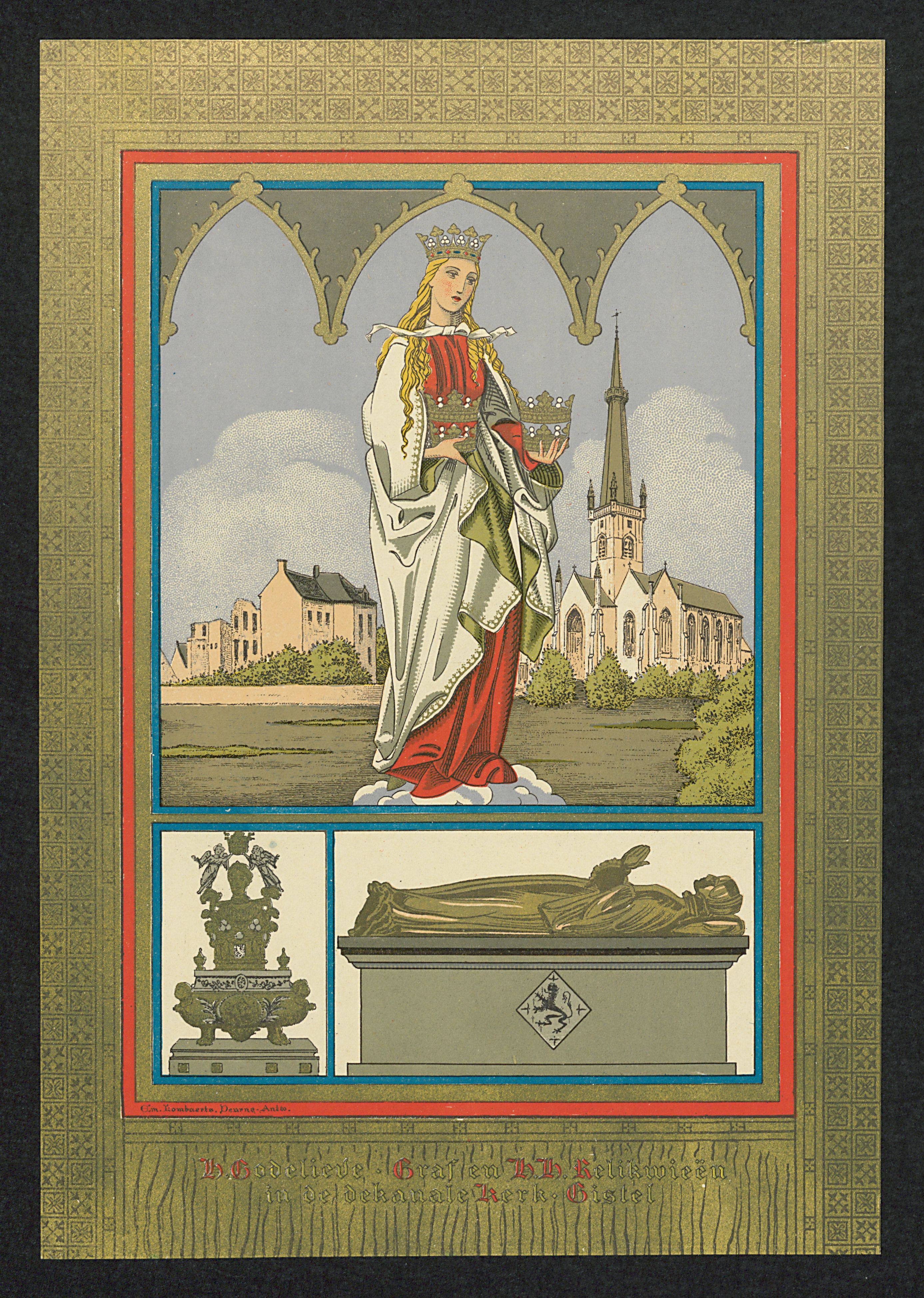
Litografia z wyobrażeniem Godolewy z Gistel

Tradycja mówi, że Godolewa przyszła na świat w bogatej, szlacheckiej rodzinie we Flandrii, gdzie została wychowana w religijnej atmosferze. Jako młoda dziewczyna słynęła ze swojej urody, a szczególnie z długich, kruczoczarnych włosów, toteż wokół jej osoby pojawiało się wielu zalotników, ale ona chciała w pełni poświęcić się Bogu i wstąpić do zakonu. Jeden z jej adoratorów Bertolf z Gistel, zdeterminowany by ją poślubić, zwrócił się do jej ojca, który zdumiony jego bogactwem i pochodzeniem, oddał mu rękę córki. Bertolf nie był jednak człowiekiem religijnym, a jego zachwyt nad osobą Godolewy szybko miał przerodzić się w niechęć do niej. Nienawiść do dziewczyny podsycała również matka Bertolfa, dlatego ten postanowił jak najszybciej pozbyć się młodej małżonki. Początkowo rozkazał podawać jej do jedzenia jedynie suchy chleb i wodę. Godolewa jednak znosiła te przeciwności spędzając wiele czasu na modlitwie za męża, a chleb rozdzielała jeszcze między ubogimi. Rozwścieczony mąż, widząc że tak nie pozbędzie się cnotliwej żony, zmniejszył jej i tak małą porcję chleba o połowę. Przymierająca głodem Godolewa udała się do tamtejszego biskupa, który po jej wysłuchaniu nakazał szlachcicowi lepsze traktowanie żony. Bertolf ukorzył się przed biskupem, jednak po jakimś czasie zaplanował morderstwo żony. Sam pod pretekstem wyjazdu opuścił zamek, a dwoje jego służących nocą weszło do komnaty Godolewy, napadając i dusząc ją jej jedwabnym szalem, co miało mieć miejsce 6 lipca 1070 roku.